# Bash at the Brewery
Bash at the Brewery est un événement de catch (lutte professionnelle) produite par la promotion américaine, Impact ! Wrestling. 

## Historique des Bash at the Brewery
| # | Événement             | Date            | Ville              | Lieu                     | Main Event |
| - | --------------------- | --------------- | ------------------ | ------------------------ | --- |
| 1 | Bash at the Brewery 1 | 5 juillet 2019  | San Antonio, Texas | Freetail Brewing Company | Rob Van Dam vs. Sami Callihan |
| 2 | Bash at the Brewery 2 | 10 janvier 2020 | San Antonio, Texas | Freetail Brewing Company | Ohio Versus Everything (Dave Crist, Jake Crist, Madman Fulton et Sami Callihan) vs. Brian Cage, Rich Swann, Tessa Blanchard et Willie Mack |